# لي شامسايري
لي شامسايري (بالإنجليزية: Le Chamossaire)‏ هو أحد جبال سلسلة جبال الألب البرنية وجزء من القمة الأم يقع في كانتون فود، سويسرا. يبلغ ارتفاع الجبل حوالي 2112 متر، بينما يبلغ ارتفاع نتوء الجبل 377 متر.